# Won Rock
Der Won Rock  ist ein vom Meer überspülter Klippenfelsen im Archipel der Südlichen Orkneyinseln. Er liegt westnordwestlich der Melsom Rocks und nordwestlich von Coronation Island.
Die Besatzung des koreanischen Trawlers In Sung Ho entdeckte ihn 2003, nachdem das Schiff auf ihn aufgelaufen war. Das UK Antarctic Place-Names Committee benannte ihn 2005. Namensgeber ist Won Jong-Bu, Erster Maat und späterer Kapitän des Schiffs.